# Guam League
De Guam Soccer League is de hoogste voetbaldivisie van het eiland Guam. De competitie wordt gesponsord door Budweiser en is dus ook meer bekend onder de naam BGMSL. De BGMSL is opgedeeld in twee divisies, Division I (8 teams) en Division 2 (11 teams). De besten van beide competities spelen een finalepoule, waar beslist wordt wie zich kampioen van Guam mag noemen. Vroeger werd de competitie opgedeeld in twee delen : een deel in de lente en een deel in de herfst. Als beide kampioenschappen een verschillende winnaar hadden, werd het kampioenschap beslist door middel van een testmatch op neutraal terrein.

## Kampioenschappen
- 1990: University of Guam
- 1991: University of Guam
- 1992: University of Guam
- 1993: University of Guam
- 1994: Tumon Taivon (Tamuning)
- 1995: G-Force (Continental Micronesia)
- 1996: G-Force
- 1997: Tumon Soccer Club
- 1998: Anderson Soccer Club
- 1999: Coors Light Silver Bullets
- 2000: Coors Light Silver Bullets
- 2001: Staywell Zoom
- 2002: Guam Shipyard
- 2003: Guam Shipyard
- 2004: Guam U-18
- 2005: Guam Shipyard
- 2006: Guam Shipyard
- 2007: Quality Distributors
- 2007/08: Quality Distributors
- 2008/09: Quality Distributors
- 2009/10: Quality Distributors
- 2010/11: Cars Plus FC
- 2011/12: Quality Distributors
- 2012/13: Quality Distributors
- 2013/14: Rovers FC
- 2014/15: Rovers FC
- 2015/16: Rovers FC
- 2016/17: Rovers FC
- 2017/18: Rovers FC
- 2018/19: Rovers FC
- 2019/20: seizoen vroegtijdig gestopt vanwege COVID
- 2020/21: niet gehouden